# Mährische Sprache
Mährische Sprache (mährisch moravščina, tschechisch moravština bzw. moravský jazyk) ist ein Sammelbegriff für in Mähren gesprochenen Dialekte des Tschechischen. Die mährischen Dialekte unterscheiden sich zum Teil deutlich sowohl vom Schrifttschechischen (spisovná čeština) als auch von der in Böhmen und in den größeren Städten ganz Tschechiens zunehmend gesprochenen böhmischen Umgangssprache Gemeinböhmisch (obecná čeština).

## Gliederung

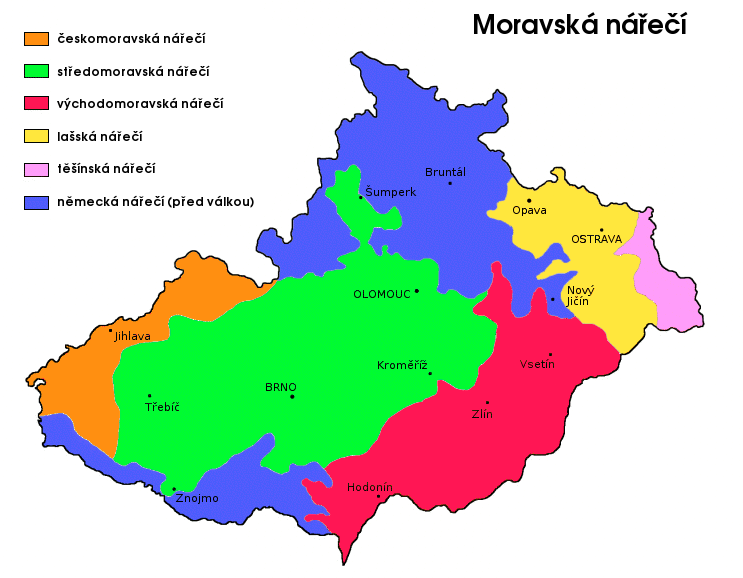
Dialekte in Mähren. Orange: Böhmische Dialekte, grün: Mittelmährische Dialekte, rot: Ostmährische Dialekte, gelb: Schlesische (Lachische) Dialekte, blau: vor dem Krieg deutschsprachige Bevölkerungsmehrheit, heute dialektale Mischzone

Der mährische Dialektraum gliedert sich in drei große Dialektgruppen: die Gruppe der mittelmährischen (mährisch-hanakischen) Dialekte, die Gruppe der ostmährischen (mährisch-slowakischen) Dialekte und die Gruppe der nordmährischen (mährisch-schlesischen oder lachischen) Dialekte.
Mittelmährische Dialekte werden in einem breiten Streifen von der Gegend um Zábřeh und Šumperk im Norden bis an die österreichische Grenze im Süden gesprochen. Kerngebiet ist die mährische Tiefebene Haná, die sich zwischen den Städten Brünn und Olmütz erstreckt. Die Brünner Mundart selbst wird Hantec genannt.
Ostmährische Dialekte werden in einem Streifen entlang der slowakischen Grenze von Vsetín im Norden bis Břeclav im Süden gesprochen. Die ostmährischen Dialekte bilden den Übergang vom tschechischen zum slowakischen Sprachraum (Slowakische Sprache) und formen mit den auf slowakischem Gebiet angrenzenden westslowakischen Dialekten ein Dialektkontinuum.
Nordmährische Dialekte werden in einem Streifen entlang der polnischen Grenze, im Bereich der Städte Opava und Ostrava gesprochen. Die nordmährischen Dialekte bilden den Übergang vom tschechischen zum polnischen Sprachraum (Polnische Sprache) und formen mit den auf polnischem Gebiet angrenzenden schlesischen Dialekten ein Dialektkontinuum.
In Gebieten, in denen bis 1945 eine deutschsprachige Bevölkerungsmehrheit besteht, entstanden durch Zuzug vieler Neubürger aus Zentralböhmen und -mähren dialektale Mischregionen.

### Dialekte in Mähren

#### Böhmische Dialekte
- Böhmisch-mährische Gruppe

#### Mittelmährische Dialekte
- Zentralmittelmährische Gruppe
- Südmittelmährische Gruppe

#### Ostmährische Dialekte
- Walachische Gruppe
- Mährisch-Slowakische Gruppe

#### Schlesische (Lasische) Dialekte
- Troppauer Gruppe
- Ostrauer Gruppe
- Frankstädtische Gruppe

#### Deutsche Dialekte (vor 1945)
- Schlesische Gruppe (Jeschkengebirge, Lausitzergebirge, Altvatergebirge, Adlergebirge, Altvatergebirge, Kuhländchen, Schönhengstgau, Wischau, Deutsch-Brodek, Olmütz, Hultschin)
- Sächsische Gruppe (Erzgebirge, Iglau, Wischau)
- Ostfränkische Gruppe (Erzgebirge, Egerland, Deutsch-Brodek, Altvatergebirge, Schönhengstgau)
- Nordbairische Gruppe (Egerland, Böhmerwald, Iglau, Schönhengstgau, Olmütz)
- Mittelbairische Gruppe (Südmähren, Böhmerwald, Brünn, Wischau)

## Kennzeichen
Die deutlichsten Kennzeichen zur Unterscheidung der mährischen Dialekte ist die unterschiedliche Entwicklung der alttschechischen Langvokale ú (langes u) und ý (langes „hartes“ i). Beide entwickelten sich im böhmischen Sprachraum zu Diphthongen (ú zu ou und ý zu ej), wurden im Mittelmährischen dagegen gesenkt (d. h., sie entwickelten sich zu langem ó bzw. é), im Ostmährischen beibehalten und im Nordmährischen schließlich gekürzt (zu u und y).
Als weitere sprachliche Merkmale, die als „typisch mährisch“ gelten, jedoch nicht für eine Dialektgruppe allein kennzeichnend sind, können aufgeführt werden:
- die inkonsequente Durchführung des sogenannten „tschechischen Umlauts“ von a zu e und u zu i nach palatalen Konsonanten. Daher treten in mährischen Dialekten, v. a. in der Deklination der Substantive häufig nicht umgelautete Formen auf, etwa: ulica, stanica, v Bystrcu, dušu (Akk.), s dušou (Instr.) (statt ulice, stanice, v Bystrci, duši, s duší)
- einige abweichende Verbformen: die 1. Person Singular von být („sein“) „ich bin“ lautet mährisch su (statt standardtsch. jsem), die 1. Pers. Sg. und die 3. Pers. Pl. von chtít („wollen“) „ich will“ und „sie wollen“ lauten chcu (statt chci) und chcou (statt chtějí).

Daneben treten eine Reihe von lexikalischen Besonderheiten auf (etwa dědina statt vesnice „Dorf“, stolař statt truhlář „Tischler“, bečka statt sud „Fass“, kabela statt taška „Tasche“, kačena statt kachna „Ente“, zavazet statt překážet „hindern“, rožnout statt rozsvítit „Licht anmachen“ u. ä.)

## Entwicklung
Die mährischen Dialekte sind in ihrer Verbreitung lokal eng begrenzt und in ihrer Verwendung auf den alltäglichen Gebrauch beschränkt. In überregionaler und halboffizieller Kommunikation wird daher häufig die Standardsprache verwendet, im Gegensatz zum böhmischen Sprachraum, wo die Umgangssprache auch in die offizielle Kommunikation vordringt. Umstritten ist derzeit in der tschechischen Soziolinguistik die Frage, ob sich die mährischen Dialekte eher in Richtung der tschechischen Standardsprache entwickeln oder ob sich eine Tendenz zur Herausbildung eines großräumigeren mährischen Regiolekts feststellen lässt. Ein Vordringen der böhmischen Umgangssprache auf mährisches Sprachgebiet kann v. a. im westmährischen Übergangsgebiet und in größeren Städten beobachtet werden.